# جنگ داخلی لبنان
جنگ داخلی لبنان (به عربی: حرب أهلیة لبنانیة) یک جنگ داخلی چند وجهی بود که از سال ۱۹۷۵ تا ۱۹۹۰ بطول انجامید و در حدود ۱۲۰۰۰۰ نفر تلفات بر جای گذاشت. تا سال ۲۰۱۲ حدوداً ۷۶۰۰۰ نفر همچنان آواره بودند. بر اثر این جنگ همچنین یک میلیون نفر لبنان را ترک کردند.
قبل از جنگ لبنان یک کشور چند فرقه ای بود که در شهرهای ساحلی اکثراً سنیها و مسیحیان، در جنوب و دره بقاع در شرق عمدتاً شیعیان و در نواحی کوهستانی بیشتر دروزیها و مسیحیان ساکن بودند و دولت لبنان تحت تأثیر قابل توجه نخبگانی از مسیحیان مارونی اداره می‌شد. پیوند بین سیاست و مذهب در دوران قیمومت فرانسه بر لبنان در سالهای ۱۹۲۰ تا ۱۹۴۳ و ساختار پارلمان به نفع برتری جمعیت مسیحیان پایه‌گذاری شد. اگرچه کشور جمعیت بزرگی از مسلمانان داشت و بسیاری از جریانات پان عربیسم و چپ به مخالفت با دولت طرفدار غرب برخاستند.
پایه‌گذاری کشور اسرائیل و آوارگی صدها هزار مهاجر فلسطینی در فاصله سالهای ۱۹۴۸ تا ۱۹۶۷ باعث برهم خوردن تعادل جمعیتی بنفع مسلمانان شد. جنگ سرد تأثیر عمیقی بر تجزیه لبنان داشت که عمدتاً به علت قطبی شدن شرایط سیاسی بود که پیش از آن در بحران سیاسی ۱۹۵۸ خود را نشان داده بود. بطوری‌که مارونی‌ها به طرفداری از غرب و جنبش‌های پان عربی به طرفداری از کشورهای عرب متحد شوروی پرداختند.
مبارزه میان مارونی‌ها و فلسطینی‌ها (عمدتاً سازمان آزادی‌بخش فلسطین) از سال ۱۹۷۵ شروع شد. سپس چپ‌ها، پان عرب‌ها و گروه‌های مسلمان لبنانی اتحادی با فلسطینی‌ها تشکیل دادند. در طول دوران جنگ اتحادها به‌سرعت و به‌طور غیرقابل پیش‌بینی تغییر می‌کرد. علاوه بر آن قدرت‌های خارجی همچون سوریه و اسراییل درگیر جنگ شده و در کنار طرف‌های مختلف جنگ مبارزه می‌کردند. همچنین نیروهای حافظ صلحی مانند نیروهای چند ملیتی در لبنان و یونیفل نیز در لبنان مستقر بودند. وقوع انقلاب ۱۳۵۷ و سرنگونی رژیم مورد حمایت غرب در ایران نیز به پیچیدگی اوضاع در لبنان دامن زد. ایران که یکی از قدرتمندترین کشورهای غرب آسیا بشمار می‌رفت به یکباره شروع به حمایت و تسلیح شیعیان در لبنان کرد و با تأسیس حزب‌الله نوعی موازنه در جنگ داخلی لبنان به نفع مسلمانان بر قرار ساخت. هسته اولیه حزب‌الله لبنان در واقع سازمانی متشکل از اسلام گرایان، نیروهای حزب الدعوه به رهبری محمدحسین فضل‌الله، شاخه دانشجویی حزب الدعوه، مسئولان جنبش امل، اعضای جنبش فتح به رهبری ابوجهاد (خلیل الوزیر) و تمام گروه‌ها و جریان‌های تأثیر پذیرفته از انقلاب اسلامی ایران و سید روح‌الله خمینی بود.
در سال ۱۹۸۹ معاهدهٔ طائف آغازگر پایان درگیری‌ها بود. در ژانویه ۱۹۸۹ هیئتی از اتحادیه عرب شروع به فرمول بندی راه حل‌های مناقشه نمود. در مارس ۱۹۹۱ پارلمان، قانون عفو عمومی را برای تمامی جنایات قبل از این تاریخ به تصویب رساند. در می ۱۹۹۱ تمامی گروه‌های شبه نظامی به جز حزب‌الله منحل شدند و ارتش لبنان بازسازی خود را به عنوان یک سازمان غیرفرقه‌ای آغاز نمود. با این حال تنش‌های مذهبی بین شیعیان و سنی‌ها به قوت خود باقی ماند.

## پیش‌زمینه

### در دوره استعمار
در سال ۱۸۶۰ میلادی، جنگی داخلی بین دروزی‌ها و مارونی‌ها در متصرفات عثمانی واقع در کوه لبنان که در سال ۱۸۴۰ میان آنها تقسیم شده بود درگرفت. این جنگ موجب قتل‌عام حدود ۱۰۰۰۰ مسیحی و بیش از ۶۰۰۰ دروزی شد. جنگ در همان سال به‌عنوان یک پیروزی نظامی و البته یک شکست سیاسی برای دروزی‌ها معرفی شد.
در جریان جنگ اول جهانی، لبنان اگرچه درگیر جنگ مستقیم نظامی نشد اما درگیر قحطی بسیار عظیمی شد. با سرنگونی امپراتوری عثمانی (۱۹۰۸–۱۹۲۲) استیلای ترک‌ها بر این منطقه خاتمه یافت. با خاتمه یافتن جنگ جهانی اول، لبنان و سوریه به قیومت جمهوری سوم فرانسه درآمدند و فرانسوی‌ها لبنان بزرگ را به منطقه‌ای امن برای مسیحیان مارونی مبدل ساختند. مسلمانان در این ایام به حاشیه مرزها رانده شدند.
در سال ۱۹۲۶ میلادی لبنان با عنوان جمهوری و یک قانون اساسی تأثیر پذیرفته از فرانسه اعلام استقلال نمود اما در سال ۱۹۳۲ قانون اساسی به حالت تعلیق درآمد و برخی گروه‌های لبنانی خواستار اتحاد با سوریه شدند.
در سال ۱۹۳۶ میلادی، حزب فالانژ توسط پیر جمیل تأسیس گردید.

### استقلال
جنگ جهانی دوم و دهه ۱۹۴۰ میلادی تغییرات بزرگی را برای لبنان و غرب آسیا به ارمغان آورد. لبنان در سال ۱۹۴۳ مستقل شد. اما نیروهای فرانسه آزاد که به بهانه حضور فرانسه ویشی در سال ۱۹۴۱ به لبنان حمله کرده بودند تا سال ۱۹۴۶ در خاک این کشور باقی ماندند. مارونی‌ها قدرت سیاسی و اقتصاد در لبنان را به دست گرفتند. پارلمانی ایجاد شد که در آن هم مسلمانان و هم مسیحیان هر کدام سهمیه مشخصی از کرسی‌ها داشتند. بر این اساس، رئیس‌جمهور یک مارونی، نخست‌وزیر یک مسلمان سنی و رئیس مجلس یک مسلمان شیعه بود.
در جریان جنگ عرب‌ها و اسرائیل (۱۹۴۸) موجی از پناهندگان فلسطینی از جنوب وارد لبنان شدند و در شرایط بسیار بدی برای زندگی در این کشور ساکن شدند. در ابتدا اسرائیل مخالفتی با سکونت عرب‌های فلسطینی در کشورهای همسایه نظیر اردن، لبنان، سوریه و مصر نداشت و در واقع با فشار به برخی مناطق مسکونی خود چنین موجی را ایجاد می‌کرد اما سال‌های بعد بخشی از این مهاجرین وارد فعالیت‌های سیاسی و نظامی علیه اسرائیل شدند.

### بحران ۱۹۵۸ لبنان
در ژوئیه ۱۹۵۸ لبنان وارد جنگ محدود داخلی شد. کمیل شمعون که عهده‌دار منصب ریاست جمهوری در این کشور بود بنا داشت از قدرت سیاسی برخی گروه‌های لبنانی که اعتبار خود را از خانواده‌هایشان دریافت می‌کردند بکاهد. این خانواده‌ها جنگی علیه شمعون آغاز کردند که از آن به‌عنوان جنگ پاشاها یاد می‌شود.
در جریان جنگ شبه‌جزیره سینا کمیل شمعون روابط دیپلماتیک خود را با قدرت‌های غربی که در جریان بحران سوئز به مصر حمله کردند، قطع نکرد. این اقدام خشم جمال عبدالناصر، رئیس‌جمهور مصر را برانگیخت، اگرچه شمعون چندین قرارداد تجاری با اتحاد جماهیر شوروی به امضا رسانده بود اما شمعون به دلیل حمایت از پیمان بغداد اغلب توسط رادیوهای ملی‌گرای عرب، یک مهره غربی خوانده می‌شد. ناصر معتقد بود پیمان بغداد تهدیدی برای ناسیونالیسم عرب است، اما شمعون به این پیمان‌ها، اطمینانی از محافظت در برابر ارتش‌های خارجی نگاه می‌کرد چرا که از ضعف ارتش لبنان در برابر سایر کشورهای منطقه آگاه بود. به همین دلیل در اوایل سال ۱۹۶۸ میلادی، سازمان آزادی‌بخش فلسطین به راحتی توانست پایگاه‌هایی در مناطق مرزی لبنان ایجاد نمایید.

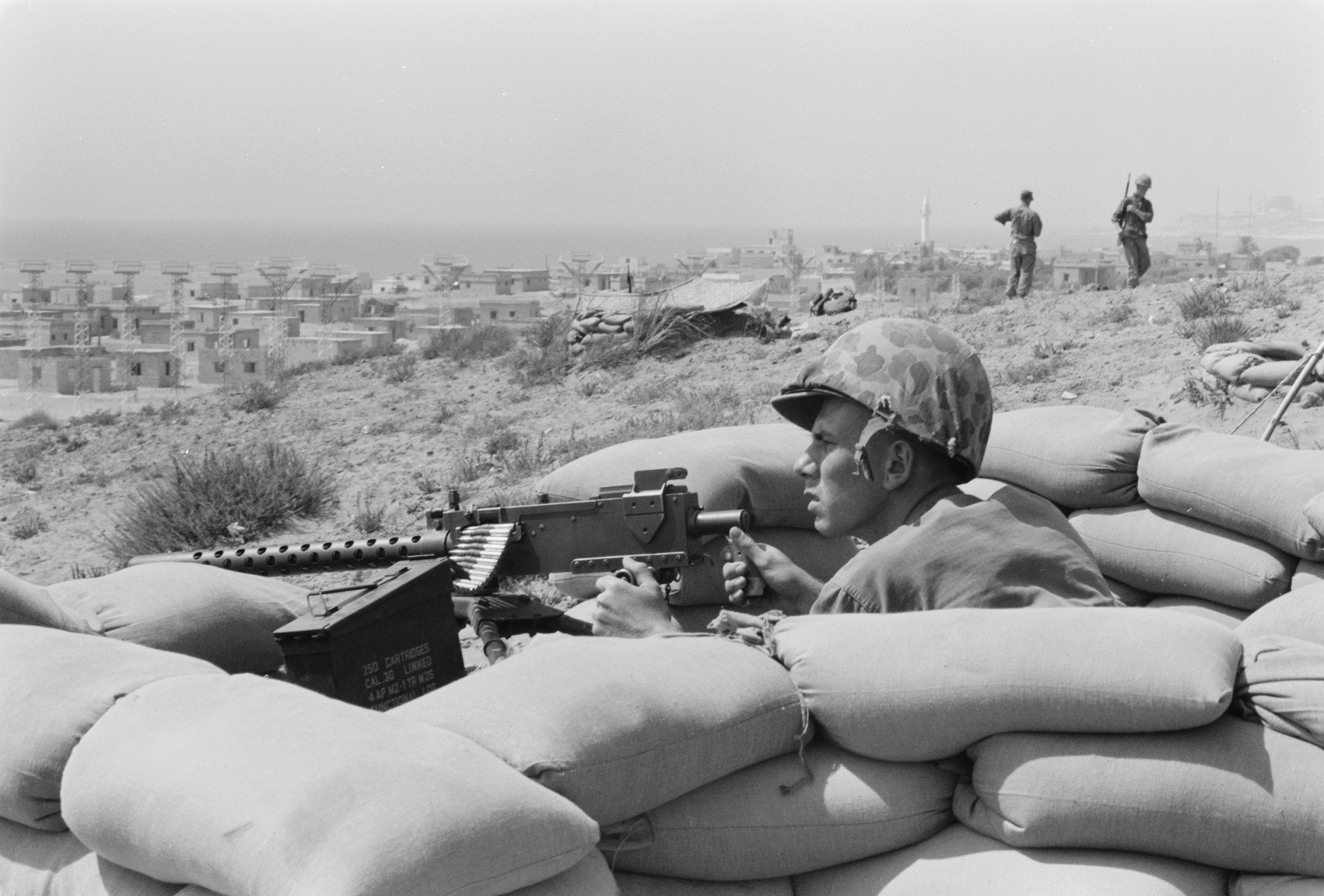
تفنگدار نیروی دریایی آمریکا در جریان عملیات نظامی آمریکا در بحران ۱۹۵۸ لبنان

بین سال‌های ۱۹۵۶ تا ۱۹۵۸ رشید کرامی، نخست‌وزیر لبنان که یک مسلمان سنی پان عرب بود به‌شدت از جمال عبدالناصر حمایت می‌کرد. مسلمانان در لبنان تمایل داشتند به جمهوری متحد عربی، که متشکل از سوریه و مصر بود بپیوندند. اما مسیحیان مارونی به رهبری کمیل شمعون به‌شدت با این نظریه مخالف بودند. شمعون که از سوی ناسیونالیست‌های عرب در لبنان تحت فشار بود از آمریکا با این عنوان که کمونیست‌ها قصد سرنگونی دولت او را دارند درخواست حمله نظامی به کشورش را مطرح کرد. رئیس‌جمهور آمریکا دوایت آیزنهاور با تصویب عملیات خفاش آبی در ۱۵ ژوئیه ۱۹۵۸ به این درخواست پاسخ داد. این اولین استفاده از دکترین آیزنهاور بود که بر اساس آن ایالات متحده اعلام کرده بود که برای حمایت از کشورهای در معرض تهدید کمونیسم دخالت خواهد کرد. در همین ایام ناصر در مقام رئیس‌جمهور متحد عربی، شروع به حمایت تسلیحاتی و سیاسی از گروه‌های نیابتی خود در لبنان نظیر سازمان آزادی‌بخش فلسطین کرد. بخش عظیمی از مسلمانان در بیروت، چند شهر دیگر لبنان و حتی دانشگاه‌های بیروت اقدام به تجمعات خیابانی و اعتصابات کردند. کمیل شمعون اعلام حکومت نظامی کرد و ارتش لبنان که بخش اعظم آن مسیحیان مارونی بودند به حمایت از شمعون پرداختند. تظاهرات به‌شدت توسط نظامیان مارونی سرکوب شد و رشید کرامی، نخست‌وزیر وقت از قدرت خلع ید شد. عمده ساکنان مسیحی لبنان موافق شمعون بودند و در مقابل مسلمانان حامی رشید کرامی بودند. در نتیجه فضایی دو قطبی در لبنان حاکم شد.

### بحران جمعیتی

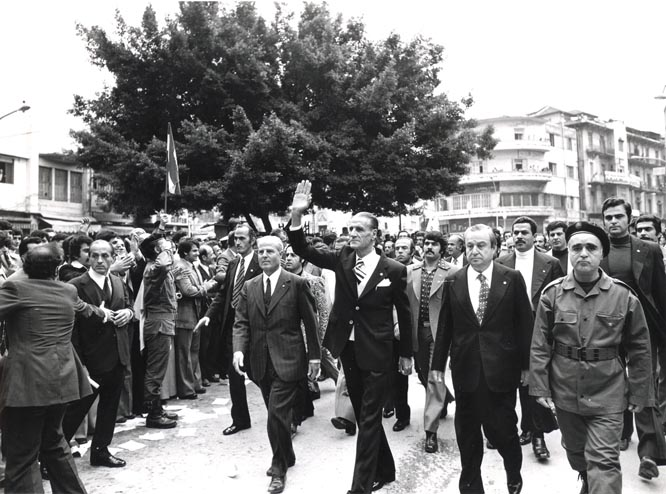
پیر جمیل، بنیان‌گذار حزب فالانژ لبنان در سالروز تأسیس حزب در سال ۱۹۷۱ میلادی در بیروت.

در دهه ۱۹۶۰ میلادی لبنان نسبتاً آرام بود اما این وضعیت در دهه ۱۹۷۰ به کلی تغییر کرد. پس از جنگ جهانی دوم کشمکش میان فلسطینی‌ها و صهیونیست‌ها (ملی‌گرایان یهودی) به اوج خود رسید. با وقوع جنگ اول اعراب و اسرائیل عمده عرب‌های ساکن فلسطین ناخواسته وادار به مهاجرت کشورهایی نظیر اردن، لبنان یا مصر شدند. تا دهه ۱۹۷۰ لبنان میزبان بیش از ۴۰۰٫۰۰۰ پناهجوی فلسطینی بود. در دهه ۱۹۶۰ مرکز فعالیت مسلحانه فلسطینی‌ها در اردن مستقر بود اما در جریان سپتامبر سیاه، ملک حسین، شاه اردن با خشونت دستور به اخراج و سرکوب فلسطینی‌ها را داد و در نتیجه عمده این گروه‌های فعال فلسطینی علیه اسرائیل نظیر فتح به لبنان منتقل شدند. اما در لبنان هم اوضاع آنطور که آنها می‌خواستند پیش نرفت. حکومت مستقر در لبنان که مسیحیان مارونی بودند به شدت با فعالیت این سازمان‌ها مخالف بود.
موسی صدر با توضیح اینکه سه عامل داخلی، عربی، و جهانی در بروز جنگ داخلی در لبنان نقش داشت، نخستین جرقه مهمی را که به آغاز نخستین جنگ در سال ۱۹۷۵ منجر شد و ۱۹ ماه طول کشید چنین بازگو می‌کند:
«معروف سعد که یکی از رهبران مسلمان جنوب لبنان بود، در پیشاپیش تظاهراتی به نفع ماهیگیران محروم که اعتراض به تشکیل یک شرکت احتکار ماهیگیری داشتند، هدف گلوله (ارتش) قرار گرفت و کشته شد. بدین ترتیب، بحران شروع گردید. چند روز بعد اتوبوسی که ۳۷ نفر لبنانی و فلسطینی در آن بودند از منطقه عین‌الرمانه در حال عبور بود که اتومبیل منفجر شد و مردانی که داخل آن بودند یک به یک بیرون آورده شده و با گلوله مارونی‌ها کشته شدند و از این پس جنگ داخلی آغاز شد.»

### ترور
در ۱۳ آوریل ۱۹۷۵، رویداد دیگری اتفاق افتاد که آغاز جنگ داخلی لبنان را در پی داشت. در این رویداد، وقتی پی‌یر جمیل مؤسس و رهبر حزب کتائب (حزب فالانژ لبنان) در حال بازدید از مراحل ساخت کلیسایی در عین الرُمّانة بود هدف حمله سرنشینان مسلحِ خودرویی ناشناس قرار گرفت. درگیری ایجاد شده در این حمله به قتل چهار نفر از جمله یکی از محافظان پییر جُمَیِّل انجامید. جمیل از سوءقصد جان سالم به در برد، ولی این کار باعث مجموعه‌ای از اقدامات متقابل شد که در نهایت به جنگ داخلی ۱۵ ساله در لبنان منجر شد.
از وقایع مهم در جنگ داخلی لبنان می‌توان به کشتار اهالی دو اردوگاه پناهندگان فلسطینی در لبنان موسوم به «صبرا و شتیلا» اشاره کرد که در تاریخ ۱۶ سپتامبر تا ۱۸ سپتامبر ۱۹۸۲ میلادی، توسط شبه‌نظامیان فالانژ لبنانی و به انتقام ترور بشیر جمیل، رئیس‌جمهور لبنان و رهبر حزب فالانژ از فلسطینیان به وقوع پیوست. در این ماجرا مسیحیان مارونی عضو حزب فالانژ، بین ۷۰۰ تا ۳۵۰۰ نفر از فلسطینیان را به انتقام قتل بشیر جمیل کشتند.

## بازیگران
جنگ داخلی لبنان به جهت درگیری مذهبی، قومی و نژادی گسترده شهره است. در این جنگ گروه‌ها و شبه نظامیانی از سه دین ابراهیمی یعنی یهودیت، مسیحیت و اسلام با چندین زیر شاخه مذهبی به صف آرایی مقابل یکدیگر پرداختند. در آستانه جنگ و مراحل اولیه آن، شبه‌نظامیان سعی می‌کردند نیروهای غیر فرقه‌ای با جهت‌گیری سیاسی باشند، اما به دلیل ماهیت فرقه‌ای جامعه لبنان، به ناچار حمایت خود را از همان جامعه‌ای به دست آوردند که رهبرانشان از آنجا آمده بودند. در درازمدت، تقریباً همه شبه‌نظامیان آشکارا با یک جامعه مشخص هویت می‌یابند. از آنجایی که انتقام در جامعه عربی بسیار حائز اهمیت است، اکثر شبه نظامیان بدون کوچک‌ترین توجه‌ای به حقوق بشر اقدام به انتقام‌گیری از گروه مقابل می‌کردند. با توجه به ویژگی فرقه‌ای برخی نبردها بین غیرنظامی و نظامی تفاوتی قائل نمی‌شد.

### مسیحیان مارونی

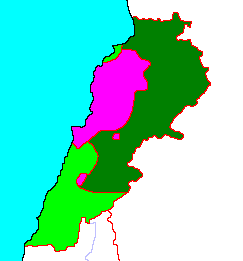
نقشه تقسیمات قدرت در لبنان (سال ۱۹۷۶) سبز تیره - تحت کنترل سوریه یا نیروهای نیابتی سوریه، بنفش - تحت کنترل شبه نظامیان مارونی، سبز روشن - تحت کنترل شبه نظامیان فلسطینی

شبه نظامیان مسیحی مارونی از رومانی و بلغارستان، آلمان غربی، بلژیک و اسرائیل تأمین تسلیحاتی می‌شدند و حامیانی را از جمعیت بزرگتر مارونی در شمال کشور جلب کردند، آنها عموماً در دیدگاه سیاسی خود جناح راست بودند. تمام شبه‌نظامیان اصلی مسیحی تحت سلطه مارونی‌ها بودند و دیگر فرقه‌های مسیحی نقش فرعی داشتند.
در ابتدا قدرتمندترین سازمان نظامی مارونی، حزب لیبرال ملی بود که به احرار نیز معروف است و از نظر سیاسی توسط رئیس‌جمهور لبنان کمیل شمعون رهبری می‌شد. چند سال بعد، شبه‌نظامیان فالانژ تحت فرماندهی بشیر جمیل قرار گرفتند و با چندین گروه کوچک ادغام شدند و ارتش حرفه‌ای با حمایت اسرائیل به نام نیروهای لبنانی را تشکیل دادند. شبه نظامیان منتسب به مسیحیان مارونی جنایات گسترده‌ای در جنگ داخلی لبنان مرتکب شدند.

### گروه‌های سکولار
گروه‌های سکولار در لبنان برخلاف سایر گروه‌های مسیحی مارونی یا فعالان فلسطینی جبهه مشخصی نداشتند و مدام تغییر رویکرد می‌دادند. بعضی از این گروه‌ها واقعاً سکولار نبودند اما در نشریات خود را سکولار معرفی می‌کردند؛ مثلاً حزب کمونیست لبنان یا نمونه قابل توجه دیگر حزب سوسیال ناسیونالیست سوریه (SSNP) بود که مفهوم سوریه بزرگ را برخلاف ناسیونالیسم پان عرب یا لبنانی ترویج می‌کرد. اگرچه این گروه از نظر ایدئولوژیک حزب بعث سوریه را تأیید نمی‌کرد اما با سیاست‌های سوریه در لبنان همسو بود. این گروه‌ها عموماً در شمال لبنان و بیروت فعال بودند و اعضای آن شامل مسیحیان و مسلمانان نیز می‌شدند. گروه سکولار دیگر گروهی موسوم به ارتش جنوب لبنان یا ارتش لحد به رهبری سعد حداد بود که با هماهنگی اسرائیل در جنوب لبنان فعالیت می‌کرد. افسران عضو این نیرو، عمدتاً از مسیحیان مارونی بودند، اما بین سربازان و درجه‌داران عضو ارتش جنوب لبنان، مزدورانی از دروزی‌ها و شیعیان هم بودند. این شبه نظامیان در ابتدا برای مقابله با سازمان آزادی‌بخش فلسطین و به دستور اسرائیل فعالیت می‌کردند اما پس از تأسیس حزب‌الله به مقابله با این گروه پرداختند. شیعیان این ارتش به درگیری با حزب‌الله یا ساف معتقد نبودند. از آنجا که بدنه اصلی این ارتش را مزدوران تشکیل می‌دادند در نتیجه رویکرد خود را در جنگ‌های فرقه‌ای از دست می‌داد، به همین ترتیب این ارتش در سال‌های پس از خروج ارتش اسرائیل از لبنان از هم پاشید.
حزب کارگران کردستان در آن زمان اردوگاه‌های آموزشی در لبنان داشت که از حمایت سوری‌ها و ساف برخوردار بودند. در جریان تهاجم اول اسرائیل به لبنان، به تمامی واحدهای پ.ک. ک دستور داده شد تا با نیروهای اسرائیلی بجنگند. یازده جنگجوی پ.ک. ک در این درگیری جان باختند.
سازمان شبه نظامی مارکسیست-لنینیست ارمنی موسوم به ارتش سری ارامنه برای آزادی ارمنستان در سال ۱۹۷۵ در قلمرو تحت کنترل ساف واقع در بیروت غربی تأسیس شد. این سازمان همکاری نزدیکی با سازمان آزادی‌بخش فلسطین داشت و در جریان تهاجم اسرائیل به لبنان به دفاع از بیروت غربی پرداخت.

### فلسطینی‌ها

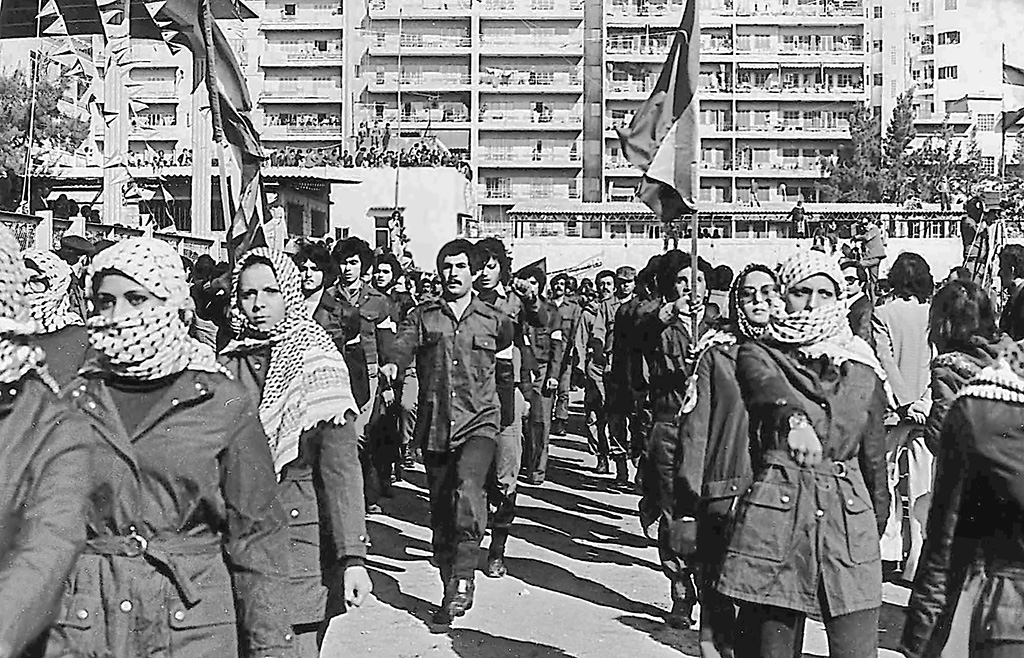
نظامیان عضو سازمان آزادی‌بخش فلسطین در یک راهپیمایی در بیروت، ۱ ژانویه ۱۹۷۹ میلادی.

فعالان سیاسی و نظامی فلسطینی در پایان سال ۱۹۷۰ پس از اخراج از اردن در حوادث موسوم به سپتامبر سیاه، بیشتر نیروی جنگی خود را به لبنان منتقل کرد. سازمان آزادی‌بخش فلسطین به‌اختصار ساف از گروه‌های اخراج شده از اردن بود. این سازمان در واقع کنفدراسیونی از احزاب فلسطینی به رهبری یاسر عرفات بود. منابع مالی و اصلی این سازمان، عربستان سعودی، عراق و لیبی بودند. برخلاف لبنانی‌ها، فلسطینی‌ها فرقه‌گرا نبودند و فلسطینیان مسیحی در طول جنگ داخلی در لبنان از ناسیونالیسم عرب حمایت کردند و علیه شبه نظامیان لبنانی مارونی جنگیدند.

### گروه‌های دروزی
دروزی‌ها فرقه‌ای کوچک و البته با ریشه تاریخی در لبنان بودند اما هیچ متحد طبیعی نداشتند. این گروه‌ها تحت رهبری خانواده کمال جنبلاط همسو با منافع سوریه در لبنان فعالیت می‌کردند. اعضای مسلح دروزی‌ها عمدتاً غیر مذهبی و عضو حزب سوسیال ناسیونالیست سوریه بودند. با افزایش خشونت‌ها در لبنان از سال ۱۹۷۵ دروزی‌ها به مقابله با مسیحیان مارونی پرداختند در اوج این درگیری‌ها رهبر دروزی‌ها کمال جنبلاط در منطقه شوف ترور شد و پسرش ولید جنبلاط رهبری حزب را بر عهده گرفت. پس از تهاجم اول اسرائیل به لبنان نیز به مقابله با ارتش اسرائیل وارد عمل شدند. این حزب همچنان تحت رهبری ولید جنبلاط در لبنان فعال است.

### شیعیان
شیعیان لبنان تا پیش از سال ۱۹۷۴ در منازعات فرقه‌ای لبنان به‌صورت مسلحانه دخالت نمی‌کردند و در شرایط اقتصادی بسیار ضعیفی زندگی می‌کردند. سید موسی صدر که مؤسس مجلس اعلای شیعیان لبنان بود تلاش بسیاری برای میانجی‌گری میان گروه‌های درگیر در لبنان برای برقراری صلح نمود اما موفق نشد. نهایتاً سازمان شبه نظامی موسوم به امل که اعضای آن را شیعیان لبنان تشکیل می‌دادند به دفاع از اعضای سازمان آزادی‌بخش فلسطین در جنوب لبنان وارد جنگ با شبه نظامیان مارونی شدند. با ناپدید شدن سید موسی صدر و غیبت وی در صحنه سیاسی لبنان، این سازمان مستأصل شد. با وقوع انقلاب ۱۹۷۹ در ایران و روی کار آمدن حکومتی با ایدئولوژی شیعی در منطقه، نوعی خمینیسم در لبنان رواج پیدا کرد. با تهاجم اسرائیل به لبنان در سال ۱۹۸۲ شیعیان در لبنان، علویان لبنان، برخی گروه‌های چپ همسو با سوریه و حتی برخی گروه‌های مسیحی ارتدوکس به سازمان حزب‌الله که تحت حمایت سپاه پاسداران انقلاب اسلامی بود پیوستند، حزب‌الله برخلاف سایر گروه‌های شبه نظامی مستفر در لبنان، طایفه‌گرایی و فرقه‌گرایی را ترویج نمی‌کرد.

### مسلمانان سنی
برخی گروه‌های سنی مذهب از سوی عراق و لیبی حمایت می‌شدند. عمدتاً دارای گرایش‌های ملی‌گرایانه و پان عربی بودند. به‌عنوان مثال سازمان شبه نظامی التوحید یا حرکت توحید اسلامی که مقر آن در طرابلس قرار داشت یا جنبش ششم فوریه. جنبش مستقل ناصری‌ها هم که بیشتر به عنوان مرابطون شناخته می‌شود به رهبری ابراهیم قلیلات یک نیروی تأثیر گذار در حوادث لبنان بود که در غرب بیروت مستفر بود. عمده این سازمان‌ها همسو با منافع ساف فعالیت می‌کردند و در جنگ ۱۹۸۲ لبنان اگرچه تضعیف شده بودند، اما به جنگ‌های پراکنده علیه ارتش اسرائیل پرداختند.

### گروه‌های ارمنی
گروه‌ها و احزاب ارمنی، مسیحیانی اغلب با گرایش چپ بودند و سعی داشتند در منازعات داخلی لبنان بی‌طرف بمانند. به همین خاطر بیشتر به حفاظت از مناطق ارمنی نشین در لبنان پرداختند. اگرچه برخی از این گروه‌ها برای جنبش ملی لبنان و جبهه مقاومت ملی لبنان نیز حنگیدند. حومه بیروت و برج حمود در اختیار فدراسیون انقلابی ارمنی موسوم به داشناک بود. در سپتامبر ۱۹۷۹ این مناطق مورد حمله مسیحیان مارونی مورد حمایت بشیر جمیل قرار گرفت. ارمنی‌ها با شکست مارونی‌ها این مناطق را حفظ کردند. در این درگیری‌ها بیش از ۴۰ نفر کشته شدند. ارمنی‌ها بیشتر سعی در حفظ مواضع بی‌طرف در طول جنگ داخلی لبنان را داشتند اما گاهی سازمان‌هایی نظیر داشناک یا تکاوران عدالت در نسل‌کشی ارامنه، اقدام به ترورهایی برای حفظ منافع خود می‌کردند.

## فاز اول، ۱۹۷۵–۱۹۷۷
در بهار ۱۹۷۵ درگیری‌های جزئی در لبنان به سمت درگیری‌های همه‌جانبه پیش رفت. جنبش ملی لبنان که جبهه‌ای از احزاب و سازمان‌های ناسیونالیست چپ، پان‌عربیست و ملی‌گرایان سوری بود در پاسخ به کشته شدن چند عرب مسلمان علیه حزب فالانژ لبنان وارد جنگ شد. در صبح روز ۱۳ آوریل ۱۹۷۵، افراد مسلح ناشناس در یک خودرو به کلیسایی در حومه مسیحی بیروت در عین الرومانه تیراندازی کردند و چهار نفر از جمله دو فالانژیست مارونی را کشتند. ساعاتی بعد، شبه نظامیان فالانژیست به رهبری بشیر جمیل ۳۰ فلسطینی غیرنظامی را که در عین الرومانه سفر می‌کردند، کشتند. درگیری در سطح شهر در پاسخ به این «قتل‌عام اتوبوس» رخ داد. نبرد هتل‌ها در اکتبر ۱۹۷۵ آغاز شد و تا مارس ۱۹۷۶ ادامه داشت.

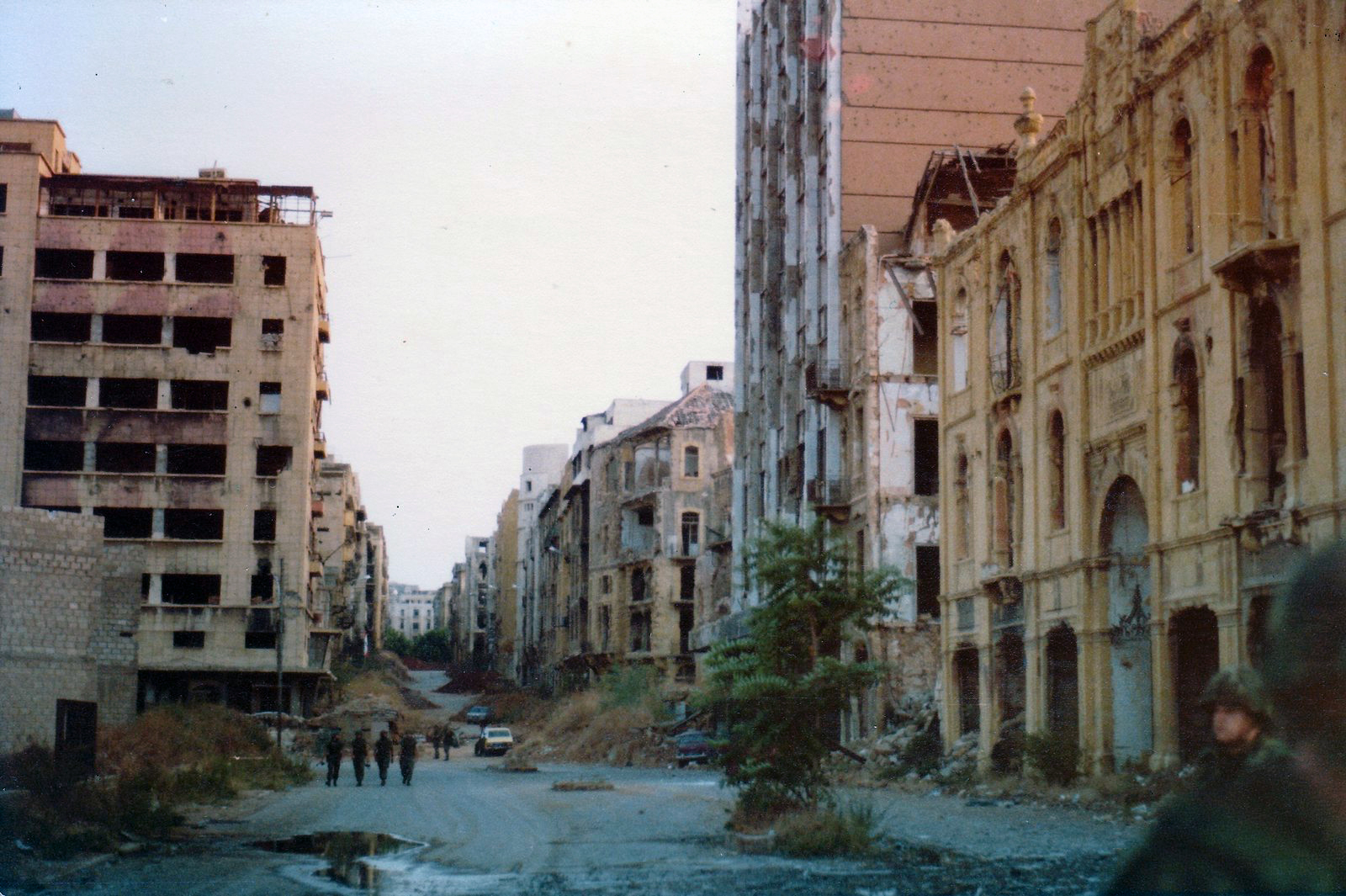
خط سبز که بیروت را به دو بخش مسیحی نشین و مسلمان نشین شرق و غرب تقسیم می‌کرد. (سال ۱۹۸۲)

در ۶ دسامبر ۱۹۷۵، در روزی به نام شنبه سیاه، قتل چهار عضو فالانژ باعث شد که شبه نظامیان فالانژ به سرعت و به‌طور موقت ایست‌های بازرسی در سرتاسر بیروت ایجاد کنند که در آن کارت‌های شناسایی برای تعیین هویت افراد دریافت می‌شد و مذهب آنها مورد سؤال قرار می‌گرفت. مسلمانان در این بازرسی‌ها دستگیر یا کشته می‌شدند. شبه نظامیان مسلمان نیز در اقداماتی تلافی جویانه به این ایست‌های بازرسی حمله می‌کردند. تعداد تلفات در این ایام بین ۲۰۰ تا ۶۰۰ نفر اعلام شد.
در ۱۸ ژانویه ۱۹۷۶ حدود ۱۰۰۰ تا ۱۵۰۰ نفر توسط نیروهای مارونی در کارانتینا قتل‌عام شدند. مدتی بعد نظامیان وابسته به سازمان آزادی‌بخش فلسطین در پاسخ به این قتل‌عام به منطقه مسیحی نشین الدامور هجوم بردند. این دو قتل‌عام باعث مهاجرت دسته جمعی مسلمانان و مسیحیان شد، زیرا مردم از ترس انتقام به مناطق تحت کنترل فرقه خود گریختند. بیروت به دو قسمت مسیحی نشین و مسلمان نشین شرق و غرب تقسیم شد و نفرت فزاینده‌ای میان مسیحیان و مسلمانان شکل گرفت.

### مداخله سوریه
در ۲۲ ژانویه ۱۹۷۶، حافظ اسد، رئیس‌جمهور سوریه، آتش‌بس شکننده‌ای میان دو طرف را میانجی‌گری کرد اما در حین حال از ساف حمایت علنی می‌کرد. با افزایش خشونت‌ها سلیمان فرنجیه به‌عنوان رئیس‌جمهور لبنان از سوریه درخواست مداخله نظامی کرد. در ۸ مه ۱۹۷۶، الیاس سرکیس که مورد حمایت سوریه بود، در انتخابات ریاست جمهوری که توسط پارلمان لبنان برگزار شد، فرنجیه را شکست داد. با این حال، فرنجیه حاضر به کناره‌گیری نشد. بدین ترتیب در ۱ ژوئن ۱۹۷۶ ارتش جمهوری عربی سوریه با بیش از ۱۰۰۰۰ نیرو وارد خاک لبنان شد. سوریه در ابتدا علیه سازمان‌های اسلامی نظیر ساف که با ایدئولوژی بعثی مخالف بودند جنگید و منافع مسیحیان مارونی در لبنان را تأمین می‌کرد. شبه نظامیان مارونی با حمایت ارتش سوریه اقدام به قتل‌عام مسلمانان در سرتاسر لبنان می‌کردند در همین ایام ارتش اسرائیل جنوب لبنان را که مرکز تجمع شبه نظامیان مسلمان بود مرتباً مورد حمله توپخانه‌ای قرار می‌داد، این اقدامات موجب انتقاد جهان عرب از سوریه شد. در اکتبر ۱۹۷۶، سوریه پیشنهاد نشست اتحادیه عرب در ریاض را پذیرفت. این نشست به سوریه اجازه داد تا بیش از ۴۰۰۰۰ هزار نیروی نظامی خود را در لبنان برای حفظ آرامش مستقر کند. پایتخت لبنان نسبتاً آرام بود اما جنوب لبنان همچنان در تشنج کامل به‌سر می‌برد. طی سال‌های ۱۹۷۵ تا ۱۹۷۷ دست‌کم ۶۰۰۰۰ نفر کشته شدند.

## فاز دوم، ۱۹۷۷–۱۹۸۲

### جنگ صد روزه
جنگ صد روزه در آوریل ۱۹۷۸ و در پایتخت لبنان، بیروت روی داد. با گذشت زمان حضور نیروهای سوریه منجر به تعارض منافع با شبه نظامیان مارونی شد. درگیری‌ها منجر به اخراج ارتش سوریه از مناطق مسیحی نشین شرق بیروت شد.

### درگیری‌های ۱۹۷۸ جنوب لبنان
از سال ۱۹۷۵ جنوب لبنان مرتباً مورد حملات توپخانه‌ای ارتش اسرائیل قرار می‌گرفت. نیروهای عمدتاً فلسطینی در پاسخ به این حملات با عبور از مرزهای اسرائیل اقدام به عملیات‌های نظامی می‌کردند. اسرائیل در پاسخ به این حملات با یورش به جنوب لبنان اکثر مناطق این کشور را اشغال کرد. شورای امنیت سازمان ملل متحد قطعنامه ۴۲۵ را تصویب کرد و خواستار خروج فوری اسرائیل از مناطق اشغال شده و ایجاد یک نیروی موقت سازمان ملل در لبنان (یونیفیل) به منظور تلاش برای برقراری صلح شد. اسرائیل با ایجاد یک منطقه امن و استقرار شبه نظامیان مسیحی مارونی در جنوب لبنان نیروهای ارتش خود را خارج ساخت.

### روز چاقوهای بلند
کشتار صفرا، معروف به روز چاقوهای بلند، در شهر ساحلی صفرا (شمال بیروت) در ۷ ژوئیه ۱۹۸۰ توسط شبه نظامیان مارونی به رهبری بشیر جمیل علیه شبه نظامیان احرار روی داد. در این حمله شبه نظامیان مورد هدف فالانژیست‌ها گریختند اما مارونی‌ها به قتل‌عام غیر نظامیان پرداختند. این حمله منجر به کشته شدن ۸۳ نفر که بیشترشان غیرنظامی بودند شد.

### درگیری‌های ۱۹۸۱
در شش‌ماهه اول ۱۹۸۱ خشونت‌ها در لبنان به بالاترین حد خود از سال ۱۹۷۶ رسید. شبه نظامیانی مسیحی به رهبری آنتوان حداد حتی به روی نیروهای حافظ صلح سازمان ملل مستقر در لبنان آتش گشودند. در ۱۶ مارس، سه سرباز نیجریه ای که در یونیفیل خدمت می‌کردند در این درگیری‌ها کشته شدند. در ۲۷ آوریل، نیروهای سوری حمله ای را علیه پایگاه‌های کوهستانی فالانژیست‌ها آغاز کردند. روز بعد نیروی هوایی اسرائیل دو بالگرد سوری را در نزدیکی زهله سرنگون کرد. با این وجود سوری‌ها توانستند کنترل جاده کوهستانی را به دست بگیرند. در پاسخ به این اقدام اسرائیل، سوری‌ها موشک‌های ضدهوایی سام ۶ را به بقاع شمالی منتقل کردند. فالانژیست‌ها اتحاد خود با اسرائیل را گسترش دادند. در این میان نیروی هوایی اسرائیل به بمباران برخی مناطق مسکونی لبنان روی آورد که موجب انتقاد سازمان ملل متحد شد.

## فاز سوم، ۱۹۸۲–۱۹۸۴

### تهاجم اسرائیل به لبنان

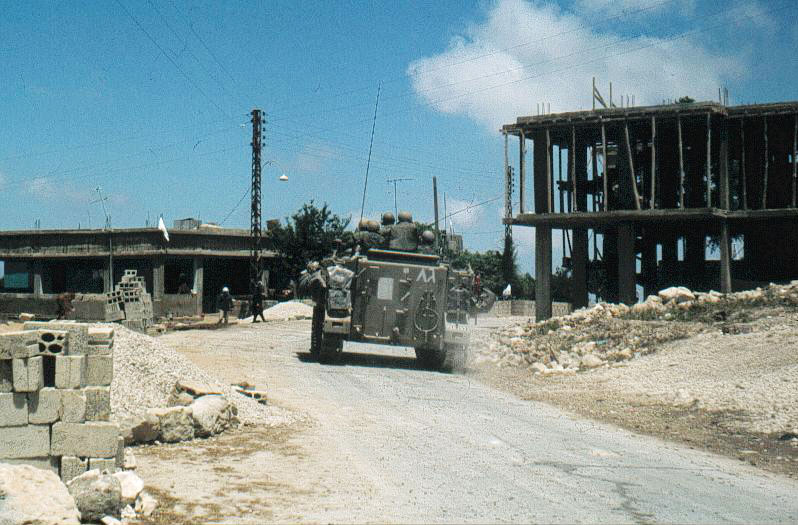
یگان زرهی ارتش اسرائیل در جنوب لبنان

در ۶ ژوئن ۱۹۸۲ ارتش اسرائیل تهاجم بسیار وسیعی را از زمین، هوا و دریا علیه لبنان آغاز کرد. نیروهای دفاعی اسرائیل پس از درگیری‌های مکرر با نیروهای سازمان آزادی‌بخش فلسطین (ساف) مستقر در جنوب لبنان، به این مناطق حمله کردند. عملیات نظامی، پس از سوءقصد ناموفق علیه شلومو آرگوف، سفیر اسرائیل در انگلستان، توسط یکی از اعضای گروه ابونضال (یکی از گروه‌های مخالف ساف) آغاز شد. نخست‌وزیر اسرائیل، مناخم بگین ضمن محکوم کردن سازمان آزادی‌بخش فلسطین، از این موضوع به‌عنوان بهانه جنگ استفاده کرد.
با هجوم اسرائیل به لبنان، آرایش گروه‌ها و شبه نظامیان لبنانی به سرعت تغییر کرد. ایران که پس از انقلاب ۱۹۷۹ حکومت مورد حمایت غرب را سرنگون کرده بود به یکباره شروع به حمایت و تسلیح شیعیان در لبنان کرد و با تأسیس حزب‌الله نوعی موازنه در جنگ داخلی لبنان و تهاجم اسرائیل به نفع مسلمانان بر قرار ساخت.

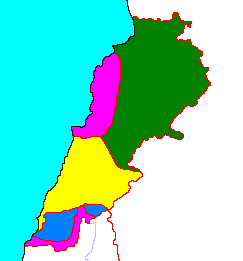
نقشه تقسیمات قدرت در لبنان (سال ۱۹۸۳): سبز - تحت کنترل سوریه، بنفش - تحت کنترل مسیحیان مارونی، زرد - تحت کنترل اسرائیل، آبی - تحت کنترل نیروهای سازمان ملل متحد

اسرائیل در جریان این حمله از حمایت کامل کشورهای غربی برخوردار بود. در ۸ ژوئن ۱۹۸۲، ایالات متحده قطعنامه پیشنهادی مبنی بر خروج اسرائیل را وتو کرد. اما ریگان از نخست‌وزیر وقت اسرائیل، مناخم بگین خواستار توقف حملات شد. اسرائیل خواستار اخراج کامل نیروهای سازمان آزادی‌بخش فلسطین و سوری با نظارت نیروهای چند ملیتی بود. در پی خلأ قدرت در لبنان، هر روز جنایات گسترده‌ای علیه غیر نظامیان شکل می‌گرفت. تنها در کشتار صبرا و شتیلا میان ۷۰۰ تا ۳٬۵۰۰ نفر از فلسطینیان قتل‌عام شدند.

### کشتار صبرا و شتیلا
برای انتقام‌گیری از فلسطینیان و به بهانه ترور بشیر جمیل، رئیس‌جمهور و رهبر حزب فالانژ (معروف به کتائب)، شبه نظامیان مارونی به دو اردوگاه صبرا و شتیلا در بیروت غربی وارد شدند و بین ۷۰۰ تا ۳٬۵۰۰ نفر از فلسطینیان را به قتل رساندند.این عمل نیروهای فالانژ لبنانی با رهبری «ایلی حبیقه» که بعدها در دههٔ ۱۹۹۰ میلادی به عضویت مجلس نمایندگان لبنان درآمد و بعداً وزیر کابینه شد، انجام گرفت.

### ربوده شدن چهار ایرانی در لبنان
در اوایل دهه ۱۹۸۰ میلادی، جوی ضد ایرانی در میان مسیحیان مارونی حاکم بود، ۴ ایرانی از جمله احمد متوسلیان که از فرماندهان اصلی سپاه پاسداران به‌شمار می‌رفت در ۴ ژوئیه ۱۹۸۲ در یک ایست بازرسی واقع در برپاره، توسط شبه‌نظامیان مسیحی مارونی ربوده می‌شوند. این اقدام موجب افزایش تنش میان ایران، اسرائیل و دولت مارونی مستقر در لبنان می‌شود.

### توافق ۱۷ می
در ۱۷ مه ۱۹۸۳، امین جمیل، اسرائیل و ایالات متحده توافقنامه‌ای را امضا کردند. این توافق در واقع صلح با اسرائیل و تأمین منافع گروه‌های مارونی مورد حمایت اسرائیل بود. دولت‌ها و گروه‌های اسلامی از این توافقنامه حمایت نکردند و در نتیجه تنش‌ها در لبنان به میزان قابل توجهی تشدید شد.

### انفجار مقر تفنگداران دریایی آمریکا در بیروت

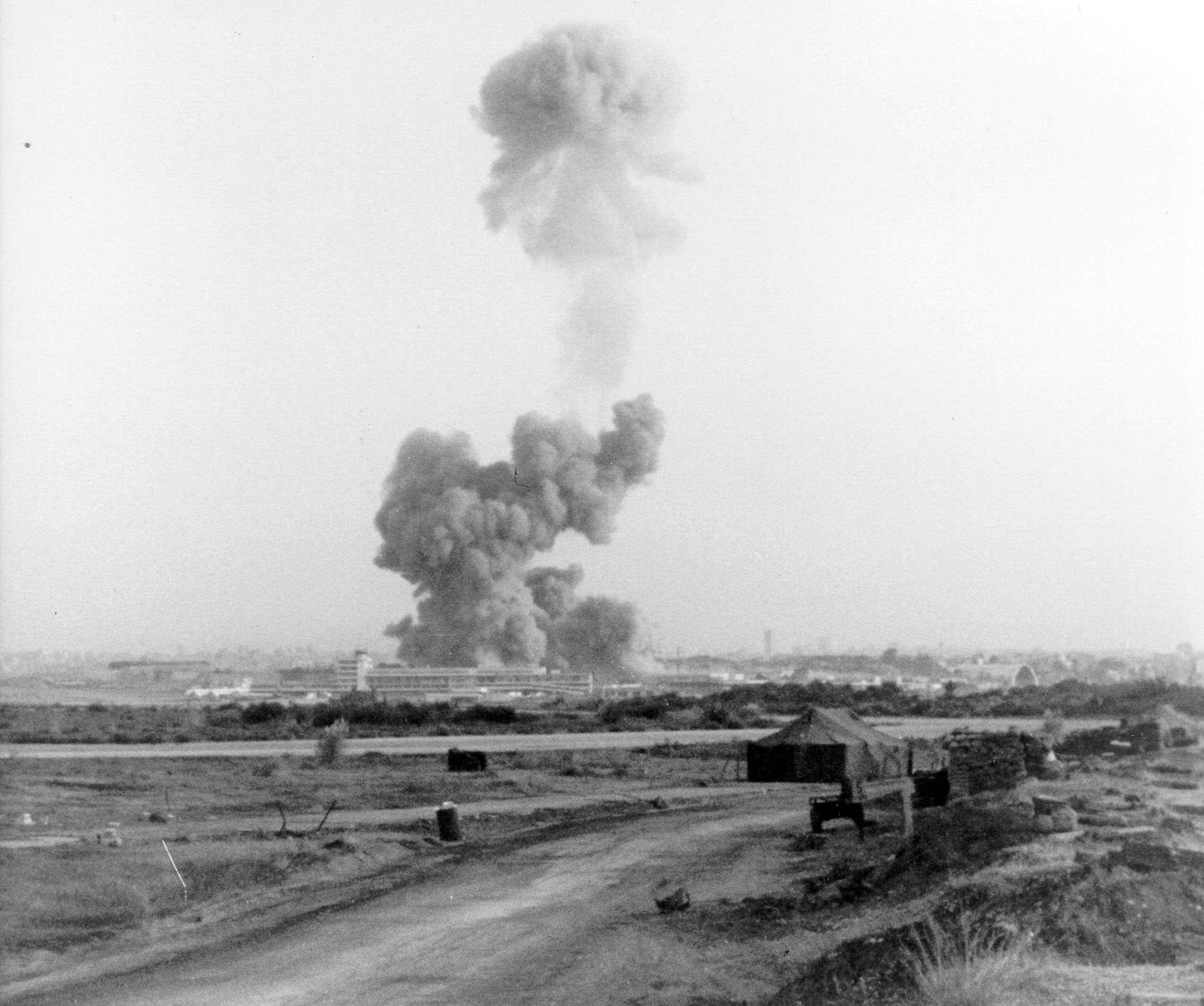
دود حاصل از انفجار مقر تفنگداران نیروی دریایی آمریکا مستفر در بیروت

در ۲۳ اکتبر سال ۱۹۸۳ انفجار مهیبی در مقر تفنگداران آمریکا در بیروت رخ داد. این انفجار موجب کشته شدن ۳۰۵ نیروی وابسته به فرانسه و آمریکا شد و تلفات سنگینی به ارتش این کشورها وارد ساخت. سازمان جهاد اسلامی لبنان مسئولیت این عملیات را بر عهده گرفت اما بعدها حزب‌الله و سپاه پاسداران انقلاب اسلامی به‌عنوان طراح این عملیات معرفی شدند. در پاسخ به این حمله، آمریکا پایگاهی نظامی در بقاع را که ادعا می‌شد متعلق به ایران بود مورد حمله قرار داد اما تلفات چندانی نداشت. این حمله موجب خروج تدریجی تفنگداران آمریکایی و نیروهای وابسته به فرانسه شد.

### انتفاضه ۶ فوریه
قیام ۶ فوریه یا انتفاضه ۶ فوریه در بیروت غربی، نبردی بود که در آن احزاب غرب بیروت به رهبری حزب‌الله و جنبش امل، ارتش لبنان که وابسته به حزب فالانژ بود را شکست دادند. این شکست موجب فروپاشی گروه‌های مارونی وابسته به حزب فالانژ شد. پس از انتفاضه، موقعیت تفنگداران دریایی آمریکا در لبنان غیرقابل دفاع شد و آنها آماده عقب‌نشینی شدند. گروه‌های مسلمان دست برتر را به دست آورده بودند و فشار بر امین جمیل را افزایش داده بودند. در ۵ مارس ۱۹۸۴، دولت لبنان قرارداد ۱۷ مه را لغو کرد و تفنگداران دریایی چند هفته بعد از آنجا خارج شدند.

## دخالت‌های خارجی
حکومت سوریه به رهبری حافظ اسد، یکی از عوامل مؤثر در ۱۵ سال جنگ داخلی لبنان به‌شمار می‌رفت.
با صدور قطعنامه ۴۲۵ شورای امنیت و ورود نیروهای پاسدار صلح سازمان ملل متحد، واحدهای ارتش اسرائیل در سال ۱۹۷۸ میلادی، از جنوب لبنان خارج شدند، اما گروه مسلح تشکیل‌شده‌ای از «مسیحی‌ها، دروزی‌ها و شیعه‌ها» به نام «ارتش جنوب لبنان» را بر جای خود گذاشتند و پول و اسلحه در اختیارشان قرار دادند تا منطقه‌ای که قبلاً تحت اشغال اسرائیل بود را، همچنان در کنترل خود نگه دارند و نگهبان خاک اسرائیل در مقابل حملات فلسطینی‌ها بشوند. میلیشیای مسلح موسوم به «دولت آزاد لبنان» در آوریل سال ۱۹۷۹ میلادی، اعلام موجودیت کرد و تا مرز رودخانه لیتانی، یک محدوده هشتصد کیلومتر مربعی را تحت کنترل داشت.

### دخالت جمهوری اسلامی ایران
تا پیش از استقرار نظام جمهوری اسلامی در ایران، ایران تحت حکومت پهلوی از منظر اسرائیل کشوری دوست در منطقه بشمار می‌رفت. شاه در زمان جمال عبدالناصر و اتحاد روزافزون کشورهای عربی با کمک‌های بسیار محدود به جریان‌های شیعه در لبنان سعی در برقراری توازن داشت، پس از مرگ عبدالناصر ملی‌گرایی عربی فروکش کرد و روابط میان سید موسی صدر و شاه به تیرگی گرائید و شاه نیز در جریان جنگ داخلی لبنان تصمیم به حمایت از گروه خاصی اتخاذ نکرد. با وقوع انقلاب ۱۹۷۹ در ایران، جریان‌های چپ، برخی مسیحیان ارتدوکس، سنی‌ها و شیعیان مسلمان در لبنان تحت تأثیر سید روح‌الله خمینی قرار گرفتند و نوعی خمینیسم در لبنان رواج پیدا کرد.
با هجوم گسترده ارتش اسرائیل به لبنان در سال ۱۹۸۲ جنگ اول لبنان درگرفت. گروهی مجهز به سلاح‌های سبک که خود را حزب‌الله می‌نامیدند به مقابله با اسرائیل پرداختند. حزب‌الله لبنان به کمک سپاه پاسداران انقلاب اسلامی، آموزش نظامی داده شد و تحت حمایت مالی و سیاسی نظام جمهوری اسلامی ایران قرار گرفت. این گروه رفته رفته ابتکار عمل در لبنان را به‌دست گرفت و توانست سایر بازیگران در لبنان که علیه اسرائیل فعال بودند را با خود همراه سازد. با خروج ارتش اسرائیل از لبنان و انحلال حزب فالانژ لبنان در سال ۱۹۸۵ این گروه مشروعیت ویژه‌ای در لبنان کسب کرد.

## فاز چهارم، ۱۹۸۴–۱۹۹۰
با خروج ارتش اسرائیل از لبنان، آمریکا و چند نیروی غربی خارجی از لبنان، قدرت شیعیان مورد حمایت ایران و سوریه در این کشور افزایش یافت. ساف در این سال‌ها ماهیت خود که به مبارزه با اسرائیل در فلسطین معنا پیدا می‌کرد از دست داد و به مقابله با گروه‌های شیعی و علوی لبنان پرداخت و جنگی موسوم به جنگ کمپ‌ها میان سال‌های ۱۹۸۵ تا ۱۹۸۶ درگرفت. این جنگ با افزایش نفوذ شبه نظامیان شیعه وابسته به ایران و سوریه در لبنان خاتمه یافت.
در ۸ مارس ۱۹۸۵ یک خودروی بمب‌گذاری شده در جنوب بیروت منفجر شد که ۸۰ کشته و بیش از ۴۰۰ زخمی برجای گذاشت. در ۸ اوت ۱۹۸۵ اجلاسی در دمشق با حضور رئیس‌جمهور امین جمیل، نخست‌وزیر رشید کرامی و رئیس‌جمهور سوریه حافظ اسد در تلاش برای پایان دادن به جنگ بین شبه نظامیان مسیحی و دروزی برگزار شد. اما سلسله بمبگذاری‌هایی با هدف خنثی کردن هرگونه توافق در لبنان از سوی گروه‌های ناشناس دنبال شد. بمبگذاری در مناطق شیعه نشین و دروزی بیروت افزایش یافت.
در سال ۱۹۸۷ برخی گروه‌های چپ، شبه نظامیان فلسطینی و دروزی‌ها علیه شبه نظامیان شیعه صف آرایی کردند. در ۲۲ فوریه ۱۹۸۷ هشت هزار سرباز سوری وارد بیروت غربی شدند تا درگیری میان شبه نظامیان را خاتمه دهند. اینبار حملات شبه نظامیان فلسطینی معطوف به نیروهای سوری شد. سید روح‌الله خمینی در اقدامی بی‌سابقه فتوای منع حمله به نیروهای سوری را صادر کرد. حزب‌الله به سرعت کنترل چندین بخش از مناطق تحت کنترل امل و شبه نظامیان وابسته به ساف را به دست گرفت و برای اولین بار به عنوان یک نیروی قوی در پایتخت ظاهر شد.

## پایان جنگ

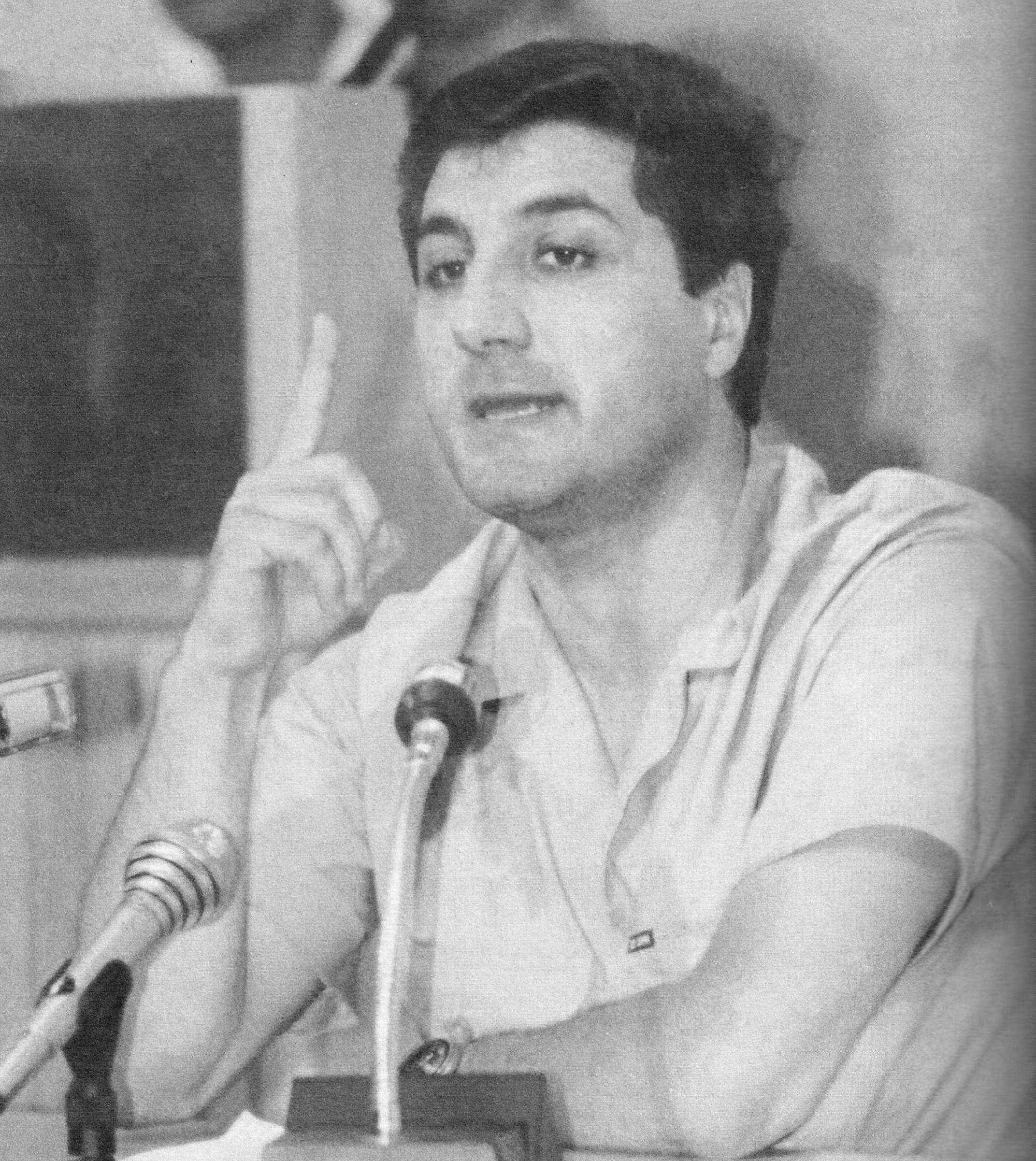
سخنرانی بشیر جمیل

جنگ داخلی لبنان با توافق ۱۹۸۹ طائف رسماً به پایان رسید، اما نبردهای مسلحانه حداقل تا اکتبر ۱۹۹۰ ادامه داشت. در مارسخنرانی ۱۹۹۱، مجلس لبنان اعلام عفو عمومی کرد و همه شبه نظامیان به استثنای حزب‌الله را منحل و غیرقانونی اعلام کرد. نیروهای مسلح لبنان به آرامی شروع به بازسازی خود کردند. چند مورد بمبگذاری موجب کشته شدن غیر نظامیان شد اما رفته رفته درگیری‌های فرقه‌ای در لبنان فروکش کرد. با کسب قدرت فزاینده حزب‌الله در لبنان و تعارض منافع اسرائیل با این سازمان، این کشور شاهد شکل‌گیری مجموعه درگیری‌هایی تا سال ۲۰۰۰ بود.